# Mina Green Giant
Mina Green Giant este una dintre cele mai mari mine de vanadiu din Madagascar.
Mina este situată în Atsimo-Atsinanana. Mina are rezerve în valoare de 59,2 milioane de tone de minereu clasare 0,68% vanadiu. În august 2007, compania canadiană Uranium Star Corp a anunțat un acord prin care va cumpăra o participație de 75% din mine de la Madagascar Minerals and Resources Sarl, și apoi a cumpărat dreptul de proprietate deplină în 2009. Un studiu aerian a fost efectuat în 2007, iar eșantioanele au fost forate în 2008. Uranium Star Corp a fost rebranduită ca Energizer Resources Inc în decembrie 2009, iar apoi ca NextSource Materials Inc în aprilie 2017. Mina se află la 11 kilometri de mina Molo, care este, de asemenea, deținută de NextSource.